# استاربریز استودیوز
استودیو استاربریز (به انگلیسی: Starbreeze Studios) یک شرکت توسعه‌دهنده بازی‌های ویدئویی است که متکی به اعضای گروه تریتون می‌باشد. این شرکت در استکهلم، سوئد مستقر است. از آثار این استودیو می‌توان به سرگذشت ریدیک: فرار از سلاخی خلیج، روز پرداخت ۲ و برادرها: افسانه دو پسر اشاره کرد.